# Daniel Rossi (szermierz)
Daniel Rossi Stajano (ur. 29 sierpnia 1920  w Montevideo) – urugwajski szermierz.
Uczestniczył w Letnich Igrzyskach Olimpijskich, w 1948 roku, zarówno w konkurencji indywidualnej, jak i drużynowej. 